# APF TV Fun
APF TV Fun es una serie de primeras consolas Pong lanzada por APF Electronics Inc partir de 1976 construidas en Japón. Fue una de las primeras consolas basadas en el chip AY-3-8500 de General Instrument . Ofrece cuatro juegos Pong básicos: tenis, hockey, pelota vasca y frontón.
El paquete TV Fun es la primera excursión de APF al mercado de los videojuegos; APF anteriormente fabricaba calculadoras y otros productos electrónicos. Fue vendido en Sears bajo el nombre de Hockey Jockari. a TV Fun le siguieron el APF-MP1000 de 8 bits en 1978 y luego el APF Imagination Machine en 1979. Estos se hicieron para competir en la segunda generación de las primeras consolas cartucho ROM tempranas como el Atari VCS.

## modelos
La mayoría o todas las consolas TV Fun fueron fabricadas en Japón. APF también vendió un sistema 'Match', que estaba en un gabinete de madera diferente, más cuadrado. Esto tenía dos controladores cableados desmontables, basados en el mismo chip de General Instruments.
- El modelo 401 y 401a presenta cuatro juegos incorporados, un altavoz integrado y dos perillas, interruptores de palanca (para las dificultades de "Profesional" y "Aficionado") para las siguientes configuraciones: Ángulo / Tamaño del palo / Velocidad de la bola. Hay 2 botones: Power and Start Game, y un dial para seleccionar entre los cuatro juegos integrados..[3]
- El modelo 402 ("Sportsarama") presenta cinco juegos integrados (balonmano, tenis, hockey, tiro al blanco y tiro al plato). De estos, Balonmano y Tenis podrían jugarse en modo individual o en dobles, y Hockey podría jugarse en modo de 2 o 4 jugadores. Junto con las dos perillas de control analógico en consola introducidas con el 401, el 402 también incluye dos controladores con cable y una pistola de luz negra de plástico. El 402 tiene opciones diferentes al 401, ya que carece del ángulo / tamaño del bate / velocidad de la pelota, pero agrega opciones para juegos de 4 jugadores, un servicio manual o automático, un botón de servicio y funcionalidad de pistola de luz. La puntuación digital de hasta 21 puntos aparece en la pantalla, y el sistema ofrece imágenes en color. Al igual que con el modelo 401, el modelo 402 está construido en un gabinete de imitación madera, y puede ser alimentado por un adaptador de CA o utilizando seis baterías de tamaño C.[3][4]
- El Modelo 405 presenta tres juegos para dos personas (tenis / tenis de mesa, hockey / fútbol y squash) y una versión de juego individual de balonmano. El 405 incluye dos controladores inalámbricos y ofrece a los jugadores tres configuraciones de habilidades diferentes (amateur, promedio y profesional) y una opción entre un servicio automático o manual. La puntuación digital de hasta 15 puntos aparece en la pantalla. Al igual que con los modelos anteriores, el 405 puede ser alimentado por un adaptador de CA o mediante el uso de seis baterías de tamaño C.[4][5]
- El modelo 406 es la versión de televisión en color del 405. Incluye los mismos tres juegos para dos personas (tenis, hockey y squash) y el balonmano de juego individual. El 406 tiene las mismas opciones y configuraciones que el 405, y el mismo total de puntos (15 puntos). El 406 puede ser alimentado por un adaptador de CA o usando seis baterías de tamaño C.[5]: 35
- El modelo 442 presenta cinco juegos: Tenis / Ping Pong, Hockey, Fútbol, Singles Balonmano y Squash. El 442 proporciona una función de servicio automático y ofrece dos configuraciones de habilidades diferentes (amateur y profesional) que ajustan el tamaño de la paleta, la velocidad de la bola y el ángulo de deflexión. La puntuación digital de hasta 15 puntos aparece en la pantalla. El 442 puede ser alimentado por un adaptador de CA o usando seis baterías de tamaño C.[4]
- El modelo 444 presenta cuatro juegos (Tenis, Hockey, Balonmano de Individuales y Squash) con hasta ocho variaciones de ajuste posibles. El 444 proporciona una función de servicio automático y ofrece ajustes de habilidades profesionales y amateurs que ajustan el tamaño de la paleta, la velocidad de la bola y el ángulo de deflexión. La puntuación digital de hasta 15 puntos aparece en la pantalla. El 444 puede alimentarse con un adaptador de CA o al usar seis baterías de tamaño C.[4]
- El Modelo 500 presenta veinte juegos de batalla espaciales de dos jugadores diferentes, incluidos Space War, Space Fasor, Phantom War y Phantom Phasor, entre otros. El 500 incluye dos controladores inalámbricos utilizados para guiar naves espaciales y lanzar misiles. Los controles en la consola permiten a los jugadores ajustar la velocidad de los asteroides y la densidad del cohete fantasma para que coincida con los niveles de habilidad del jugador. La puntuación digital de hasta 20 puntos aparece en la pantalla, con un parpadeante símbolo "W" que indica cuándo los jugadores ganaron el juego. El sistema ofrece imágenes en color y está alimentado por seis baterías de tamaño C o un adaptador de CA.[4]